# قرية عينات
عينات اسم إحدى القرى العربية المندثرة بساحل فارس والتي قامت السلطات الإيرانية بهدمها كليا وطمس ملامحها العربية وقد تم تهجير أهلها لولائهم العربي منذ زمن بعيد وسكانها عرب مسلمون يعتنقون المذهب السني وهم شوافع وينتشرون حالياً بدول الخليج العربي مثل الكويت والبحرين والامارات وقطر و السعودية ، ينتمون لعدة قبائل عربية من النصور الخوالد و الجواسم وآخرون.
المناطق الي تطل على ساحل دول الخليج العربي وهم أهل البحر مثلا من عينات إلى الشرق
- عينات
- اختر
- الطاهرية
- برك
- شيرينو
- نخل تقي
- اعسلو
- نخل خلفان
- مغو
- رأس نابند
- الحالة
- البساتين
- بيد اخون
- جا مبارك
- كنك

عينات إلى الغرب
- كنكون
- بنك

قرية عينات كانت تتميز بموقعها الاستراتيجي على الخليج  ، وبمناخها المعتدل وبمصادرها المائية الوفيرة. وكانت تحتوي على بساتين ونخيل وزراعة حبوب وآبار ومساجد ومنازل من الطين والحجر كانت تقدر بحوالي 250 منزلاً ، وكان بها الكثير من نواخذة السفر والغوص الذين يمتلكون أبوام كبيرة و سنابيك للسفر وكان بها مرسى للسفن . وكانت تربطها علاقات تاريخية وثقافية واجتماعية بالقرى والمدن العربية الأخرى على الساحل العربي.
قرية عينات كانت تابعة للدولة القرمطية التي حكمت بلاد البحرين والأحساء والقطيف والبحرين الغربي في الفترة ما بين 899-1077 ميلادي.
قرية عينات شهدت معركة بين القوات العثمانية والقوات البرتغالية في عام 1559 ميلادي ، حيث تمكن العثمانيون من طرد البرتغاليين من ساحل فارس.
قرية عينات كانت مركزا للتجارة والصناعة والزراعة في القرن الثامن عشر والتاسع عشر ميلادي ، حيث كانت تصدر التمور واللؤلؤ والنسيج والسلاح إلى الهند والعراق والخليج العربي.
قرية عينات تعرضت للهجوم والحصار من قبل القوات الإيرانية في عام 1925 ميلادي ، حيث قاوم أهلها بشجاعة وبطولة ، لكنهم اضطروا إلى الاستسلام بعد نفاد الذخيرة والمؤن.
قرية عينات تم هدمها وتهجير أهلها من قبل السلطات الإيرانية في القرن العشرين ، حيث تم نزع أراضيها وممتلكاتها وتدمير معالمها وتغيير أسمائها ، وتم تشريد أهلها وتفريقهم وتهجيرهم إلى دول الخليج العربي.